# Jan Harasimowicz
Jan Witold Harasimowicz (ur. 2 sierpnia 1950 we Wrocławiu) – polski historyk sztuki i kultury, specjalizujący się w historii sztuki nowożytnej, sztuce renesansu i manieryzmu; profesor nauk humanistycznych, nauczyciel akademicki, związany z uczelniami we Wrocławiu i Toruniu.

## Życiorys
Urodził się w 1950 roku we Wrocławiu. Studia w zakresie historii sztuki i filozofii odbył w latach 1968–1975 na Wydziale Historyczno-Filozoficznym Uniwersytetu Wrocławskiego, pisząc pracę magisterską pt. Sztuka śląska lat 1520–1650 wobec konfliktu katolicko-protestanckiego, którą przygotował pod kierunkiem prof. Mieczysława Zlata. Studia te uzupełnił w 1978 roku o teologię na Uniwersytecie w Zurychu.
Od czasów ukończenia studiów w 1975 roku związany jest zawodowo z Uniwersytetem Wrocławskim. Stopień naukowy doktora nauk humanistycznych uzyskał w 1984 roku na podstawie pracy nt. Sztuka protestancka na Śląsku w latach 1520–1650, napisanej ponownie pod kierunkiem prof. Mieczysława Zlata. Rozprawa została wyróżniona i ukazała się drukiem w 1986 roku w Wydawnictwie Uniwersytetu Wrocławskiego, a w 1987 roku została uhonorowana nagrodą Ministra Nauki, Szkolnictwa Wyższego i Techniki. Stopień naukowy doktora habilitowanego nauk humanistycznych w zakresie historii sztuki otrzymał w 1993 roku na podstawie rozprawy pt. Śląskie epitafia i nagrobki wieku reformacji. Na stanowisko profesora nadzwyczajnego w Uniwersytecie Wrocławskim został powołany w 1997 roku, a w 1998 roku na stanowisko profesora w Uniwersytecie Mikołaja Kopernika w Toruniu, dokąd przeniósł się na jeden rok. Od 1 października 1999 roku pracuje ponownie w Instytucie Historii Sztuki Uniwersytetu Wrocławskiego, gdzie kieruje Zakładem Historii Sztuki Renesansu i Reformacji. Zachował przy tym cząstkę etatu przez kilka lat w uczelni toruńskiej. W 2001 roku otrzymał tytuł profesora nauk humanistycznych. Ponadto pełni funkcję dyrektora Muzeum Uniwersytetu Wrocławskiego.
W latach 1990–2005 wykładał gościnnie na uniwersytetach w Bochum, Brnie, Frankfurcie nad Odrą, Lipsku, Marburgu, Strasburgu, Stuttgarcie i Würzburgu. Jest członkiem Komisji Historii Kultury Komitetu Nauk Historycznych PAN, prezesem Polskiego Towarzystwa Badań Reformacji, członkiem Rady Naukowej Muzeum Narodowego w Szczecinie, Polsko-Niemieckiej Grupy Roboczej Historyków Sztuki i szeregu innych Instytucji w Görlitz, Moguncji, Dreźnie i Stuttgarcie oraz uczestnikiem wielu międzynarodowych projektów badawczych i edytorskich. W 2004 roku został laureatem Nagrody Kulturalnej Dolnej Saksonii.

## Dorobek naukowy
Swoją działalność naukową koncentrował wokół trzech zasadniczych problemów, którymi są: 
- historia nowożytna sztuki i kultury śląskiej, ze szczególnym uwzględnieniem XVI i 1. połowy XVII wieku,
- historia sztuki krajów Europy Środkowowschodniej, ze szczególnym uwzględnieniem Brandenburgii, Pomorza, Prus Królewskich, zwłaszcza Gdańska i Wielkopolski oraz sztuki miast,
- teologia obrazu i problematyka związków sztuki z religią w okresie reformacji, kontrreformacji i nowożytnej konfesjonalizacji.

Wiele publikacji jego autorstwa ukazało się za granicą. Do jego ważniejszych z nich należą:
- Treści i funkcje ideowe sztuki śląskiej Reformacji 1520-1650, Wrocław 1986.
- Mors janua vitae. Śląskie epitafia i nagrobki wieku Reformacji, Wrocław 1992.
- Atlas architektury Wrocławia, 2 t. (redaktor), Wrocław 1997-1998.
- Encyklopedia Wrocławia (redaktor), Wrocław 2000.
- Dolny Śląsk. Wrocław: Wydawnictwo Dolnośląskie, 2007, s. 280. ISBN 978-83-7384-313-4.

## Życie prywatne
Żona Halina, absolwentka Akademii Ekonomicznej we Wrocławiu, syn Marcin (ur. 1977), dziennikarz sportowy w redakcji „Życia” i córka Małgorzata (ur. 1992).
Pasją Jana Harasimowicza jest muzyka, w młodości grał na klarnecie i był wokalistą w zespole rockowym.

## Odznaczenia
- Złoty Krzyż Zasługi – 2005[8]
- Odznaka Honorowa Złota Zasłużony dla Województwa Dolnośląskiego – 2013[9]